# داش بلاغ (نير)
داش بلاغ هي قرية في مقاطعة نير، إيران. عدد سكان هذه القرية هو 62 في سنة 2006.